# Mp3DirectCut
mp3DirectCut — популярна програма-редактор MP3 (і частково MP2) аудіофайлів, що дозволяє вирізати фрагменти запису, обрізати, копіювати й вставляти, посилювати й знижувати рівень звуку в аудіофайл без необхідності декодувати й знову кодувати аудіо. Це дозволяє швидко редагувати MP3 файли без втрати звуку, в результаті чого не знижується якість через повторне кодування даних.
mp3DirectCut забезпечує нормалізацію звуку і виявлення пауз (тиші), може розбивати довгі записи в окремі файли, ґрунтуючись на ключових точках в аудіо, які передбачені для виявлення пауз. mp3DirectCut може також записувати звук безпосередньо в MP3 з входу звукової карти комп'ютера.
Всі аудіооперації виконуються за допомогою маніпуляціями над частинами MP3-файла (виділення за допомогою мишки), оскільки mp3DirectCut не є повноцінним редактором звукового сигналу. Очищення звукозапису від клацань, шипіння і видалення інших шумів не можливо.

## Можливості
- MP3-файл можна редагувати без втрат шляхом прямої зміни MPEG-даних без декодування в PCM
- Проста робота з фрагментами: вирізування, копіювання, вставка, та операції зміни обсягу;
- Попередній перегляд і швидкий відкат змін
- Нормалізація звуку і виявлення пауз
- MP3-запис з ACM або LAME кодувальником (встановлюється додатково)
- Швидка візуалізація MP3
- Підтримка рівня 2 (DVD / DVB аудіо)
- Містить редактор тегів для ID3v1 тегів
- Візуалізація бітрейту
- Підтримується на всіх версіях Windows від 95 до 7; для певних режимів може бути викликаний з командного рядка
- Простий інсталяційний файл (станом на вересень 2012) розміром 284 Кбайт; встановлена програма розташовується в одній директорії; програма не міняє реєстр Windows ; Керівництво користувача і сторінка «Часті питання» включені в установку
- Багатомовний інтерфейс (включно з українською мовою)
- Відредагований файл можна використовувати як рінгтон на мобільний телефон

## Обмеження

### Зернистість
- Зміна позиції у файлі можуть бути розміщені лише на початку окремого MP3 фрейму (1 фрейм відповідає 1/38 секунди).

### Нереалізовані функції
- ID3v2 тег не може бути прочитаний, і при записі файлу після редагування може містити невірну довжину пісні (якщо тривалість була змінена).
- Документація попереджає, що навігації по пісні не у всіх випадках базується на першому MP3 кадрі. Документації не гарантує правильного результату у всіх випадках.
- Документація достатня, але не охоплює всіх випадків.

### Можлива поява спотворень
- Збільшення гучності може призвести до спотворення, оскільки є ризик виникнення кліпінгу.